# Anneau (mathématiques)
Pour les articles homonymes, voir Anneau.
L'anneau géométrique compris entre deux cercles concentriques est traité à l'article « Couronne (mathématiques) ».
Cet article court présente un sujet plus développé dans : Anneau unitaire et Pseudo-anneau.

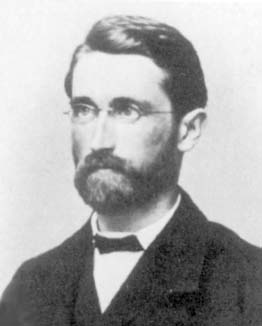
Richard Dedekind - 1870

En algèbre, un anneau est un ensemble muni de deux lois de composition interne appelées addition et multiplication, qui vérifient des propriétés analogues à celles de ces opérations sur les entiers relatifs.
Plus précisément, deux définitions sont représentées dans la littérature mathématique, selon la considération d'un élément neutre : la majorité des sources récentes définissent un « anneau » comme un anneau unitaire, avec la multiplication ayant un élément neutre ; tandis que, selon de nombreux ouvrages, la présence d'une unité multiplicative n'est pas requise, et ce type d'anneau est ailleurs dénommé pseudo-anneau.
Les théories des anneaux unitaires et des pseudo-anneaux sont à bien des égards voisines, avec nombre d'énoncés communs. Elles divergent pourtant significativement en quelques points (par exemple les propriétés des idéaux maximaux).
Comme pour toutes les structures algébriques, il est souvent d'usage de désigner de la même façon un anneau et son ensemble support. De même, les textes qui ne traitent que d'algèbre commutative utilisent souvent « anneau » pour désigner un anneau commutatif.